# Lindesnes
Lindesnes je obec v norském kraji Agder. Nachází se v tradičním regionu Sørlandet. Správním střediskem obce je město Mandal. 

## Geografie
Obec o rozloze 934 km² je 126. největší z 356 obcí v Norsku. Lindesnes je s 23 147 obyvateli 55. nejlidnatější obcí Norska. Hustota zalidnění obce je 26,2 obyvatel na kilometr čtvereční a počet obyvatel se za předchozí desetileté období zvýšil o 4,3 %. Na západě sousedí s obcí Lyngdal, na severu s Evje a Hornnes a na východě s Kristiansandem a Venneslou. 
Mezi další sídla v Lindesnesu patří Åvik, Høllen, Skofteland, Svenevig, Vigmostad, Heddeland, Bjelland, Breland, Koland, Laudal, Øyslebø, Bykjernen, Skjebstad, Sånum-Lundevik, Skogsfjord-Hesland, Krossen, Harkmark, Skinsnes-Ime a Tregde-Skjernøy.

### Přírodní poměry

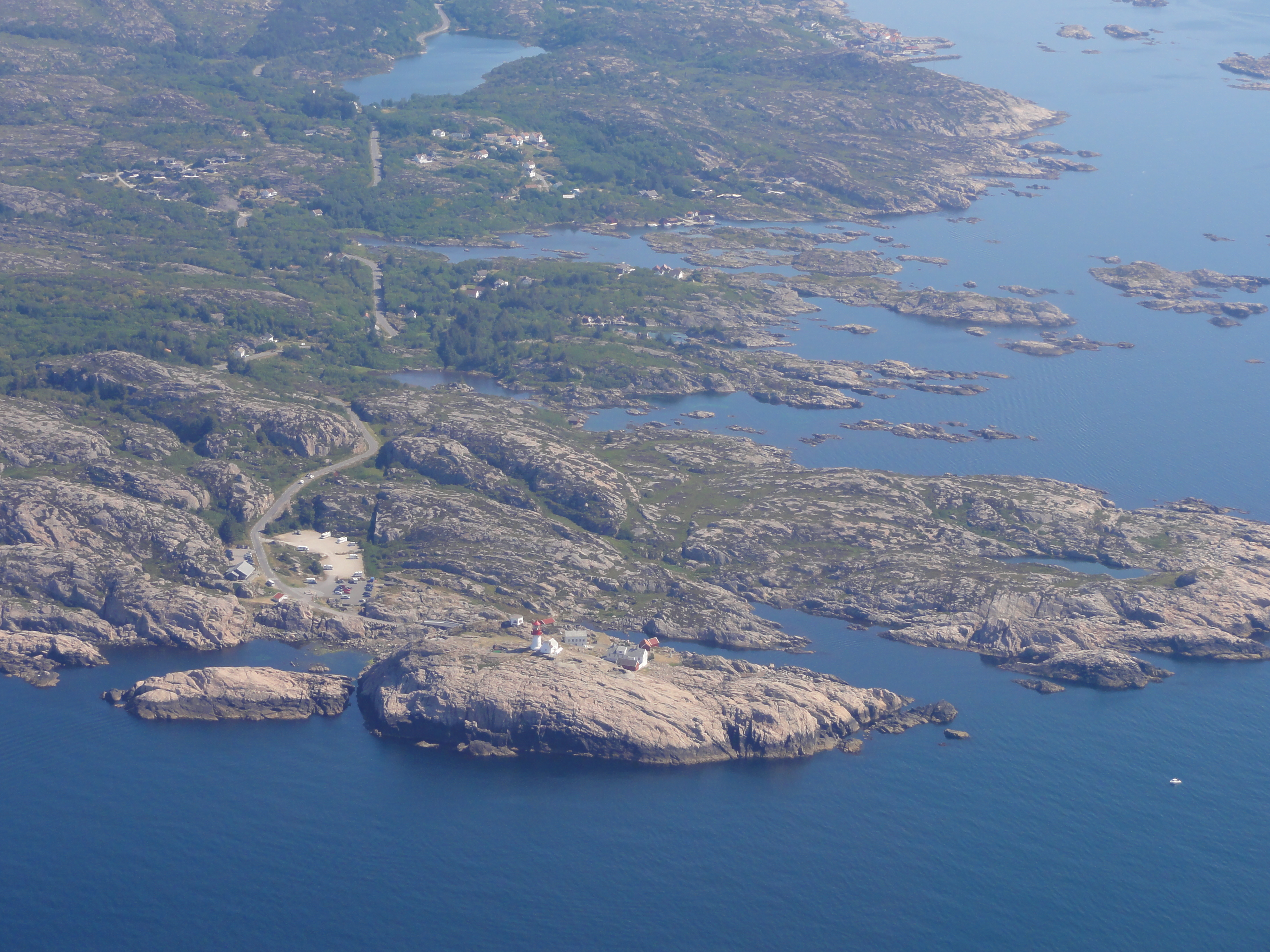
Maják Lindesnes

Lindesnes je pobřežní obec s dlouhým pobřežím na jihu. Nejvyšším místem je vrchol Ørteknappknuten s 511,72 metru nad mořem na severovýchodě. Maják Lindesnes stojí na nejjižnějším bodě norské pevniny, téměř 1700 km jihozápadně od Knivskjellodden, nejsevernějšího bodu norské pevniny. Jižní pobřeží Lindesnesu je členité a zahrnuje několik fjordů, například Snigsfjorden a Grønsfjorden, a také mnoho ostrovů, například Svinør. Vnitrozemí obce kopíruje údolí Audnadalen, kterým protéká řeka Audna a vlévá se na jih do Snigsfjordu.

### Podnebí
Lindesnes má mírné oceánské podnebí (Cfb). Meteorologická stanice zaznamenává údaje od ledna 1863 a nachází se poblíž majáku Lindesnes na poloostrově vybíhajícím do moře. Je to nejjižnější pevninský bod v Norsku. Historicky nejvyšší teplota je 27,3 °C zaznamenaná v srpnu 1975; historicky nejnižší teplota je −18,1 °C zaznamenaná v lednu 1987. V pěti měsících od května do září nebyl zaznamenán žádný noční mráz, nejnižší minimum 0,6 °C bylo v květnu 1981 (údaje od roku 1954).

## Historie
Obec Lindesnes vznikla jako nová obec 1. ledna 1964 sloučením starších obcí Spangereid (899 obyvatel), Sør-Audnedal (2323 obyvatel) a Vigmostad (589 obyvatel).
K 1. lednu 2020 byly do Lindesnesu sloučeny sousední obce Mandal a Marnardal, čímž vznikla mnohem větší obec Lindesnes. Zároveň bylo správní centrum nové, větší obce přesunuto do města Mandal.

### Název
Nejstarší staroseverská podoba jména byla Líðandi. Tento název je odvozen od slovesa líða, které znamená „vést/chodit ke konci“ a význam je pravděpodobně právě „konec“. Pozdější podoba byla Líðandisnes, kam bylo přidáno slovo nes, které znamená „mys“ (slovo, které je příbuzné s anglickými podobami ness a naze). Tradiční anglická verze názvu je pouze Naze, odvozená od ness, což znamená mys.

### Znak obce
Znak byl udělen 25. dubna 1986. Oficiální blason zní „V modrém štítě vyrůstající stříbrná věž majáku“ (I blått et oppvoksende sølv fyrtårn). To znamená, že štít má modré pole (pozadí) a obecnou figuru tvoří vrchol věže majáku. Maják má tinkturu stříbrnou, což znamená, že se běžně barví bíle, ale pokud je vyroben z kovu, pak se používá stříbro. Maják představuje místní maják Lindesnes, nejstarší maják v Norsku. Byl postaven v roce 1655 na poloostrově Lindesnes. Autorem znaku je Truls Nygaard, který vycházel z návrhu Rolfa Dybviga. K 1. lednu 2020 došlo k rozšíření obce a k tomuto datu byl znak polepšen a má mírně odlišný vzhled. Přidání hradební koruny nad štítem má znázorňovat skutečnost, že k obci nyní patří město Mandal. Byla také změněna tinktura znaku na modrozelenou.

Znak užívaný od 1. ledna 2020
Znak užívaný od 24. dubna 1986 do 31. prosince 2019

## Církev
Norská církev má v obci Lindesnes osm farností (sokn). Je součástí děkanství (prosti) Lister a Mandal v diecézi Agder a Telemark.
| farnost (sokn) | název             | místo     | postaveno |
| -------------- | ----------------- | --------- | --------- |
| Bjelland       | kostel Bjelland   | Bjelland  | 1793      |
| Holum          | kostel Holum      | Krossen   | 1825      |
| Laudal         | kostel Laudal     | Laudal    | 1826      |
| Mandal         | kostel Harkmark   | Harkmark  | 1613      |
| Mandal         | kostel Mandal     | Mandal    | 1821      |
| Spangereid     | kostel Spangereid | Høllen    | c. 1140   |
| Valle          | Valle Church      | Vigeland  | 1793      |
| Vigmostad      | kostel Vigmostad  | Vigmostad | 1848      |
| Øyslebø        | kostel Øyslebø    | Øyslebø   | 1797      |

## Správa
Všechny obce v Norsku, včetně Lindesnes, jsou zodpovědné za základní školství (do 10. třídy), ambulantní zdravotní služby, služby pro seniory, nezaměstnanost a další sociální služby, územní plánování, hospodářský rozvoj a obecní silnice. Obec je řízena obecní radou složenou z volených zástupců, kteří následně volí starostu. Obec spadá pod okresní soud Agder a odvolací soud Agder.

### Obecní rada
Obecní rada (Kommunestyre) v Lindesnes se skládá z 21 zastupitelů, kteří jsou voleni na čtyři roky. 

## Významní rodáci a obyvatelé

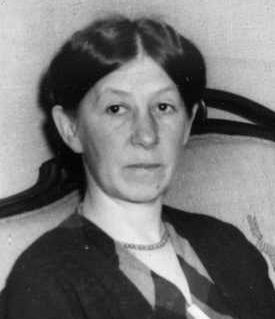
Ellen Gleditsch (1879–1968)

- Peder Claussøn Friis (1545–1614), norský duchovní a spisovatel
- Søren Jaabæk (1814 v Holumu – 1894), politik a zemědělec; nejdéle sloužící člen norského parlamentu (1845–1891)
- Geirulf Bugge (1862 v Mandalu – 1940), norský soudce a soudce nejvyššího soudu
- Ivar An Christensen (1868 v Mandalu – 1934), rejdař s flotilou jedenácti parníků
- Elise Sem (1870–1950), právnička, ženská aktivistka a sportovní funkcionářka; vyrůstala v Manadalu
- Ellen Gleditsch (1879 v Mandalu – 1968), radiochemička a druhá norská profesorka
- Karen Platou (1879 v Mandalu – 1950), politička, první žena zvolená do parlamentu
- Arne Askildsen (1898–1982), politik a správce Mandalu, Halse a Harkmarku 1928–1968, krom druhé světové války
- Asbjørn Aavik (1902 v Åviku – 1997), norský luteránský misionář v Číně a spisovatel
- Leif Edwardsen (1922 v Mandalu – 2002), norský diplomat
- Knut Aukland (1929 ve Vigmostadu – 2014), norský fyziolog
- Ole-Johan Dahl (1931 v Mandalu – 2002), přední norský počítačový vědec
- Ludvig Hope Faye (1931–2017), norský politik, starosta Mandalu (1972–1975)
- Ansgar Gabrielsen (* 1955 v Mandalu), norský konzultant a bývalý politik
- Janne Haaland Matláry (* 1957), politolog, spisovatel, politik a akademik

### Umělci
- Adolph Tidemand (1814 v Mandalu – 1876), malíř
- Olaf Isaachsen (1835 v Madalu – 1893), malíř
- Amaldus Nielsen (1838 v Halse – 1932), malíř
- Gustav Vigeland (1869 v Halse a Harkmarku – 1943), sochař, tvůrce 212 soch ve Frognerparku v Oslo a autor návrhu medaile Nobelovy ceny za mír
- Emanuel Vigeland (1875 v Halse a Harkmarku – 1948), všestranný umělec
- Kjell Askildsen (* 1929 v Mandalu), spisovatel
- Tobias Santelmann (* 1980), norský herec německého původu, vyrůstal v Lindesnes[12]
- Helene Bøksle (* 1981 v Mandalu), norská zpěvačka a herečka[13]

### Sportovci
- Per Arne Nilsen (* 1961 v Mandalu) jachtař, účastník LOH 1984
- Bjarne Røyland (* 1971 v Mandalu) bobista, účastník ZOH 2002